# Erica sicula
Erica sicula là một loài thực vật có hoa trong họ Thạch nam. Loài này được Guss. mô tả khoa học đầu tiên năm 1821.